# Saison 3 de Suits
Chronologie
Saison 2 Saison 4
Cet article présente les épisodes de la troisième saison de la série télévisée américaine Suits.

## Synopsis de la saison
Le nouveau cabinet Pearson Darby fraichement fusionné est déjà testé quand le nouvel associé, Edward Darby, demande expressément à Harvey Specter de défendre Ava Hessington, une de ses proches clientes et amies, accusée de corruption pour l'achat de terrains d'exploitation. Le dossier va vite devenir personnel pour de nombreuses personnes du cabinet. Mike, l'associé de Specter, fréquente en secret Rachel Zane, l'assistante juridique du cabinet, et essaie de se libérer de son mentor.

## Distribution

### Acteurs principaux
- Gabriel Macht (VF : Lionel Tua) : Harvey Specter
- Patrick J. Adams (VF : Antoine Schoumsky) : Mike Ross
- Rick Hoffman (VF : Vincent Violette) : Louis Litt
- Meghan Markle (VF : Fily Keita) : Rachel Zane
- Sarah Rafferty (VF : Marie Diot) : Donna Paulsen
- Gina Torres (VF : Annie Milon) : Jessica Pearson

### Acteurs récurrents et invités
- Conleth Hill (VF : Michel Prud'homme) : Edward Darby
- Max Beesley (VF : David Krüger) : Stephen Huntley[1]
- Michelle Fairley (VF : Ninou Fratellini) : Ava Hessington[2]
- James McCaffrey (VF : Jean-François Vlérick) : Gordon Specter, père de Harvey[3]
- Michael Phelps : lui-même[4]
- Stephen Macht (VF : Jean-Bernard Guillard) : Professor Gerard[5]

## Épisodes

### Épisode 1:Question de loyauté
- États-Unis : 16 juillet 2013 sur USA Network[6]
- France : 17 février 2014 sur Série Club
- Québec : 29 septembre 2014 sur AddikTV[7]

- États-Unis : 2,93 millions de téléspectateurs[8]

- Michelle Fairley (Ava Hessington)
- Conleth Hill (Edward Darby)
- Abigail Spencer (Dana Scott)
- Gary Cole (Cameron Dennis)
- Josh Stamberg (Richard Jensen)
- Adam Godley (Nigel Nesbitt)
- David Reale (en) (Benjamin)

### Épisode 2:L'Enfant prodigue
- États-Unis : 23 juillet 2013 sur USA Network
- France : 17 février 2014 sur Série Club
- Québec : 6 octobre 2014 sur AddikTV

- États-Unis : 2,89 millions de téléspectateurs[9]

- Gary Cole (Cameron Dennis)
- Michelle Fairley (Ava Hessington)
- Kevin Hanchard (Colonel Mariga)
- David Ferry (Peter)
- Richard Blackburn (Judge Mark Dauber)
- Matthew MacFadzean (Nick Howell)

### Épisode 3:Affaire non classée
- États-Unis : 30 juillet 2013 sur USA Network
- France : 17 février 2014 sur Série Club
- Québec : 13 octobre 2014 sur AddikTV

- États-Unis : 2,48 millions de téléspectateurs[10]

- Michelle Fairley (Ava Hessington)
- Gary Cole (Cameron Dennis)
- Amanda Schull (Katrina Bennett)
- Max Beesley (Stephen Huntley)
- Yanna McIntosh (Juge Pearl Atkins)

### Épisode 4:Les Aveux d'Ava
- États-Unis : 6 août 2013 sur USA Network
- France : 17 février 2014 sur Série Club
- Québec : 20 octobre 2014 sur AddikTV

- États-Unis : 2,99 millions de téléspectateurs[11]

### Épisode 5:L'Ombre d'un doute
- États-Unis : 13 août 2013 sur USA Network
- France : 24 février 2014 sur Série Club
- Québec : 27 octobre 2014 sur AddikTV

- États-Unis : 2,79 millions de téléspectateurs[12]

### Épisode 6:Les Choix du passé
- États-Unis : 20 août 2013 sur USA Network
- France : 24 février 2014 sur Série Club
- Québec : 3 novembre 2014 sur AddikTV

- États-Unis : 2,76 millions de téléspectateurs[13]

### Épisode 7:Le Dossier Mikado
- États-Unis : 27 août 2013 sur USA Network
- France : 24 février 2014 sur Série Club
- Québec : 10 novembre 2014 sur AddikTV

- États-Unis : 2,79 millions de téléspectateurs[14]

### Épisode 8:DernierRound
- États-Unis : 3 septembre 2013 sur USA Network
- France : 3 mars 2014 sur Série Club
- Québec : 17 novembre 2014 sur AddikTV

- États-Unis : 3,52 millions de téléspectateurs[15]

### Épisode 9:Mauvaise Foi
- États-Unis : 10 septembre 2013 sur USA Network
- France : 3 mars 2014 sur Série Club
- Québec : 24 novembre 2014 sur AddikTV

- États-Unis : 2,95 millions de téléspectateurs[16]

### Épisode 10:Une vie à deux?
- États-Unis : 17 septembre 2013 sur USA Network
- France : 3 mars 2014 sur Série Club
- Québec : 1er décembre 2014 sur AddikTV

- États-Unis : 3,163 millions de téléspectateurs[17]

### Épisode 11:Petits secrets entre amis
- États-Unis : 6 mars 2014 sur USA Network[18]
- France : 10 mars 2014 sur Série Club
- Québec : 26 août 2015 sur AddikTV[19]

- États-Unis : 2,275 millions de téléspectateurs[20]

### Épisode 12:Quand le masque tombe
- États-Unis : 13 mars 2014 sur USA Network
- France : 17 mars 2014 sur Série Club

- États-Unis : 2,276 millions de téléspectateurs[21]

### Épisode 13:Specter contre Stemple
- États-Unis : 20 mars 2014 sur USA Network
- France : 24 mars 2014 sur Série Club

- États-Unis : 2,354 millions de téléspectateurs[22]

### Épisode 14:Le Cœur a ses raisons
- États-Unis : 27 mars 2014 sur USA Network
- France : 31 mars 2014 sur Série Club

- États-Unis : 2,53 millions de téléspectateurs[23]

### Épisode 15:L'Appel du large
- États-Unis : 3 avril 2014 sur USA Network
- France : 7 avril 2014 sur Série Club

- États-Unis : 2,498 millions de téléspectateurs[24]

### Épisode 16:Sans issue
- États-Unis : 10 avril 2014 sur USA Network
- France : date inconnue sur Série Club

- États-Unis : 2,401 millions de téléspectateurs[25]